# Stereohypnum viridicaule
Stereohypnum viridicaule là một loài Rêu trong họ Hypnaceae. Loài này được (Müll. Hal.) M. Fleisch. miêu tả khoa học đầu tiên năm 1920.